# Joi Lansing
Joi Lansing (* 6. April 1929 in Salt Lake City, Utah; † 7. August 1972 in Santa Monica, Kalifornien), eigentlich Joyce Renee Brown, war eine US-amerikanische Schauspielerin.

## Leben
Lansing arbeitete bereits während ihrer Schulzeit als Model und erhielt noch vor ihrem Schulabschluss einen Filmvertrag bei Metro-Goldwyn-Mayer. Sie spielte neben Judy Garland und Fred Astaire in Osterspaziergang, neben Frank Sinatra, Gene Kelly und Esther Williams in Spiel zu dritt und im Musicalfilm Du sollst mein Glücksstern sein; ihre Rollen bewegten sich zunächst meist im Statistenbereich und sie wurde hauptsächlich aufgrund ihrer attraktiven äußeren Erscheinung besetzt. Als Mormonin trat sie jedoch nie nackt auf.
In den 1950er Jahren wirkte sie in einigen Musikfilmen für das Scopitone-Jukebox-System mit. 1956 hatte sie im Kriminalfilm Hot Cars an der Seite von John Bromfield erstmals eine weibliche Hauptrolle und spielte 1958 in der Eröffnungssequenz von Orson Welles’ Film noir Im Zeichen des Bösen. Ab Mitte der 1950er Jahre spielte sie auch vermehrt in Fernsehproduktionen und hatte unter anderem Gastrollen in den Fernsehserien Maverick, Abenteuer unter Wasser und Tausend Meilen Staub. Zwischen 1955 und 1959 hatte sie zudem die wiederkehrende Rolle der Shirley Swanson in der Sitcom The Bob Cummings Show. Sie spielte in der von Orson Welles inszenierten Pilotepisode The Fountain of Youth, der zwar mit dem Peabody Award ausgezeichnet wurde, jedoch nicht zu einer Serie weiterentwickelt wurde. Ab Anfang der 1960er Jahre war sie auch als Sängerin tätig und trat 1966 als Sängerin in Las Vegas an der Seite von Red Buttons und Jayne Mansfield auf.
Lansing war drei Mal verheiratet. Ihre erste Ehe wurde nach wenigen Monaten annulliert, die zweite Ehe mit dem Schauspieler Lance Fuller wurde 1953 nach drei Jahren geschieden. Von 1960 bis zu ihrem Tod durch Brustkrebs 1972 war sie ein letztes Mal verheiratet.

## Filmografie (Auswahl)
- 1948: Osterspaziergang (Easter Parade)
- 1949: Venus am Strand (The Girl from Jones Beach)
- 1949: Spiel zu dritt (Take Me Out to the Ball Game)
- 1949: Damals im Sommer (In the Good Old Summertime)
- 1949: Neptuns Tochter (Neptune’s Daughter)
- 1950: Ein charmanter Flegel (Key to the City)
- 1951: An der Riviera (On the Riviera)
- 1951: Mädchen im Geheimdienst (FBI Girl)
- 1952: Die lustige Witwe (The Merry Widow)
- 1952: Du sollst mein Glücksstern sein (Singin' in the Rain)
- 1953: Die lockende Venus (The French Line)
- 1956: Roter Staub (The Brave One)
- 1957: Perry Mason
- 1958: Maverick
- 1958: Im Zeichen des Bösen (Touch of Evil)
- 1959: Auf U-17 ist die Hölle los (The Atomic Submarine)
- 1959: Eine Nummer zu groß (A Hole in the Head)
- 1959: Abenteuer unter Wasser (Sea Hunt)
- 1963: Tausend Meilen Staub (Rawhide)
- 1965: Dreimal nach Mexiko (Marriage on the Rocks)
- 1970: Big Foot – Das größte Monster aller Zeiten (Bigfoot)